# كلية التربية المختلطة
تأسست كلية التربية  في عام 2009 (جامعة الكوفة في العراق) مع بداية تأسيسها تم افتتاح الأقسام الثلاثة وهي قسم اللغة الإنجليزية  وقسم الحاسبات  وقسم التربية الفنية  وفي عام 2011 تم افتتاح قسم علوم القرآن والتربية الإسلامية  وقد تم مؤخرا ضم مركز التوفل لقسم اللغة الإنجليزية وأصبح جزءا من الكلية وتسعى الكلية إلى استحداث أقسام جديدة في الأعوام القادمة.

## الرؤيا
الريادة في مجال التطوير التربوي وفي مجالات تكوين المدرس والكوادر التربوية والبحث التربوي المتخصص على المستوى المحلي والإقليمي لإعداد مهنيين تربويين على مستوى عال من الكفاءة يملكون المعرفة النظرية والخبرة التطبيقية والمهارات الواجبة في استعمال التقانة التعليمة الحديثة وتحقيق مركز الصدارة في مجال خدمة المجتمع وتقديم المشورة بوصفها بيتاً للخبرة التربوية في أطار من القيم والمبادئ المجتمعية الاصيلة.

## الأهداف
تسعى الكلية إلى تحقيق الجودة في عملية إعداد مدرسين يملكون الكفاءة ويسعون لتحسين حالة الآخرين من خلال عملية التعلم والتعليم في التخصصات التي تتلاءم مع حالة المجتمع ومؤسساته التعليمية كما تسعى إلى حل المشكلات التربوية ووضع سياسات تربوية تعزز هوية المجتمع الثقافية.
الأهداف:
1. تطوير نظام الجودة الداخلي والحصول على الاعتمادية من هيئات رسمية لضمان جودة التعليم والاعتماد الأكاديمي.
2. إعداد وتنمية الطالب تربويا وعلميا، وإحداث نقلة نوعية في برامج التعلم التخصصية لتلاءم متغيرات سوق العمل العراقي والعربي.
3. إجراء البحوث والدراسات المتوافقة مع المعايير العالمية في البحث العلمي والارتقاء بمخرجات الكلية النوعية والكمية لمواصلة الدراسات العليا.
4. تطوير منظومة تقوم الطلاب لتعكس التوجهات الحديثة في التقويم.
5. تطوير منظومة الخدمات المجتمعية عبر تنفيذ البرامج والأنشطة التربوية والمشاركة في حل مشكلات المجتمع.
6. إقامة علاقات تعاون مشتركة مع الخرجين ومحاولة أشراكهم في البرامج والأنشطة للهيئات التربوية المحلية والإقليمية.
7. توفير الموارد المادية والبشرية اللازمة لتحقيق رسالة الكلية.

## وصلات خارجية
- موقع الكلية الإلكتروني.
- جامعة الكوفة.